# Porta de Las Granadas
La porta de Las Granadas o arc de les Magranes és la porta històrica més bella i popular per accedir a través del Bosc de l'Alhambra a l'entorn del palau nassarita que és l'Alhambra, a la ciutat de Granada. Construcció a manera d'arc triomfal romà, amb façana davantera d'un classicisme molt pur, convertint-se en l'entrada principal del recinte emmurallat en detriment de la Porta de les Armes d'origen islàmic. Declarada Bé d'Interès Cultural del patrimoni espanyol el 10 de febrer de 1870 en estar integrada en la muralla àrab. És gestionat administrativament pel Patronat de l'Alhambra i el Generalife, al trobar-se el monument incorporat a les muralles de l'Alhambra.
S'inicia el recorregut partint del centre de la ciutat, la plaça Nueva i es continua en pujada per la costera de Gomérez, carrer que des de la reordenació urbana cobreix l'antic barranc des del segle xvi, fins a albirar el monument. És una porta renaixentista, edificada durant el mandat de l'emperador Carles V, la fàbrica de la qual és de pedra picada amb aparell encoixinat florentí sense escalabornar, ressaltant els carreus de la construcció. La seva edificació s'inicia cap a 1536, segons el programa imperial (Porta de la Justícia, Pilar i Palau de Carles V) conjecturat per Luis Hurtado de Mendoza y Pacheco, III comte de Tendilla i II marquès de Mondéjar en honor de l'Emperador, l'execució es va realitzar per ordenança d'Íñigo López de Mendoza y Mendoza, III marquès de Mondéjar i IV comte de Tendilla, sota la direcció de l'arquitecte constructor del Palau de Carles V, Pedro Machuca, aixecant-se en substitució de la porta original islàmica, la Bib al-Buxar o 'porta de les alegres noves', coneguda també com a Bib al Jadaq o 'del fossat', torrassa defensiva que protegia la vall situada entre el pujol de la Sabica i la muntanya Mauror, podent observar-se en el seu costat dret algunes restes arquitectòniques de l'època àrab, i en el seu costat esquerre, hi ha el Palau o Casa Senyorial dels Marquesos de Cartagena, de meitat del segle xvi, amb portada barroca.
Coneguda com a porta dels Gomérez fins al segle xviii, rep el seu nom de les tres fruites de magranes semiesqueixades i obertes que decoren el frontó triangular d'herència clàssica que remata l'arc principal, i acompanyen a l'escut imperial de Carles I d'Espanya i V d'Alemanya que es troba esculpit en el timpà, juntament amb les figures al·legòriques de la Pau i l'Abundància, caritats que el govern de Carles I va prometre aportar a les noves terres conquistades a l'Àndalus. Travessant un qualsevol dels tres arcs de mig punt la vista s'incorpora a les frondoses i cridaneres alberedes del Bosc de l'Alhambra, el carril dret de la qual condueix cap a les Torres Bermejas, l'Auditori Manuel de Falla i el Carmen dels Màrtirs, mentre que el costat esquerre, antigament anomenat Cuesta empedrada, en el seu inici ens topem amb el monòlit d'una creu devocional de marbre realitzada en 1641, passatge que ens condueix al flanc sud de la muralla de l'Alhambra on es troben els diferents accessos al monument nassarita, les portes de la Justícia i dels Carros. L'arc central de major grandària, emmarcat per semicolumnes toscanes sobre pedestal, proporciona l'accés a un vial asfaltat per als vianants que s'utilitzava per al transport públic i privat, calçada que condueix fins al Palau de Carles V, l'església de Santa Maria de l'Alhambra i el Parador Nacional de San Francisco.